# さんま・玉緒のお年玉あんたの夢をかなえたろかスペシャル
『さんま・玉緒のお年玉!あんたの夢をかなえたろかスペシャル』（さんま・たまおのおとしだま!あんたのゆめをかなえたろかスペシャル）は、1995年1月からTBS系列で毎年正月に放送されているバラエティ特番。司会を務める明石家さんまと中村玉緒の冠番組。通称は『さんま・玉緒の夢スペ』『あんたの夢をかなえたろか』。

## 概要
明石家さんまと中村玉緒の2名がさまざまな人の誰もが持つ「夢」を叶える特別バラエティ番組であり、ドキュメンタリー番組でもある。
TBSが全国各地に番組制作スタッフを派遣し「1度でいいからかなえてみたいこと」「実現してみたいこと」を道行く人々に街頭でインタビューを実施。「男の夢」「子どもの夢」「逢いたい」「若者の夢」「女子高校生の夢」等のカテゴリーにくくられた後、その中から1つ（もしくは2つ）をどんなに規模が大きかったり一見実現が不可能そうな夢でもかなえるというものである。通常は事前にVTRに収録されるが、その内容はドキュメンタリーのような作りとなっている。夢の内容によっては、出演者の集うスタジオで実現・披露することもある。2012年の放送のみ、夢を実現する対象を女子高生に限定して放送した。
2000年までは正月三が日での放送で、2001年から2009年までは三が日明けの放送になっていたが、2010年は10年ぶりに、さらに14年後の2024年に三が日中の1月3日に放送される。かつては『さんまのSUPERからくりTV』の特別版の扱いとなっており、基本的には年末年始休暇の最終日、2010年代に入ってからは新年最初の日曜日に放送されることが多い。当番組の制作スタッフには『からくりTV』のスタッフが数多く携ってきた。『からくりTV』は2014年9月をもって終了したが、本番組は2015年以降も継続している。2016年には当番組初となる月曜日（成人の日）に放送された。以降は成人の日に放送が続いていた。
モデルの大場純子はこの番組がきっかけでデビューした。
夢の決定・抽選は、当初はさんまと玉緒がコスプレをしルーレットを回して止まった夢の内容を決めていたが、2001年からそれがなくなりスタッフが事前に演出などを考慮して決めるようになり、VTRに入る前にCGで映された自由の女神像をバックにテロップで発表されている（2つ以上かなえる場合はこのパターンではない場合もある）。
1995年 - 2000年の5年間はメイン司会のさんまが全体進行を務めていたが（スタジオトーク・VTR振りを含めてすべてさんま）、2001年からは進行とVTR振りを担当するアナウンサーとして安住紳一郎がさんまのアシスタントを務めている。
2024年の放送では、前年2月に転倒して背骨の圧迫骨折と診断された中村玉緒が体調不良のためとして欠席した。以降もタイトルに玉緒の名前は残っているが、出演復帰は果たせていない。
2025年の放送は2015年以来10年振りに日曜日に帰ってきたが、この間の2021年4月より筆頭ナレーターの木村匡也が、テレビアニメ『ちびまる子ちゃん』（フジテレビ系列。日曜18:00 - 18:30））のナレーターをキートン山田に代わって担当（「きむらきょうや」名義）で担当、そしてこの日は『ちびまる子ちゃん』が19:00までの1時間SPになったために、木村ナレーター番組が1時間重複したものの、双方とも代行ナレーターは起用しなかった。
公式ホームページは一時閉鎖された時期があったが、再開されている。

## 放送日
| 回数   | 放送日        | 夢の内容 |
| ------ | ------------- | --- |
| 第1回  | 1995年1月4日  | |
| 第2回  | 1996年1月3日  | |
| 第3回  | 1997年1月5日  | |
| 第4回  | 1998年1月2日  | 奥さんに結婚指輪をプレゼントしたい |
| 第5回  | 1999年1月3日  | |
| 第6回  | 2000年1月2日  | |
| 第7回  | 2001年1月5日  | |
| 第8回  | 2002年1月4日  | |
| 第9回  | 2003年1月5日  | |
| 第10回 | 2004年1月4日  | |
| 第11回 | 2005年1月5日  | |
| 第12回 | 2006年1月4日  | 速水もこみちに逢いたい |
| 第13回 | 2007年1月5日  | |
| 第14回 | 2008年1月4日  | |
| 第15回 | 2009年1月4日  | マンタと泳ぎたい！イルカと泳ぎたい！ 競馬学校に合格したら三浦春馬に逢いたい |
| 第16回 | 2010年1月3日  | |
| 第17回 | 2011年1月9日  | |
| 第18回 | 2012年1月8日  | |
| 第19回 | 2013年1月13日 | |
| 第20回 | 2014年1月12日 | |
| 第21回 | 2015年1月11日 | |
| 第22回 | 2016年1月11日 | |
| 第23回 | 2017年1月9日  | |
| 第24回 | 2018年1月8日  | |
| 第25回 | 2019年1月14日 | 憧れだった普門館で演奏がしたい！吹奏楽部員 大泉洋の手料理が食べたい 棚橋弘至に3カウントとられたい“プ女子” |
| 第26回 | 2020年1月13日 | 憧れのあの人に会いたい（広瀬すず、佐藤栞里、出川哲朗） 竹内涼真とドラマの番宣がしたい 1歳の娘を大好きな千鳥・大悟に合わせてあげたい au三太郎のCMに出たい 兄のピアノの演奏をフジコ・ヘミングに聞いてもらいたい。 共学経験がしたい男子高校生 |
| 第27回 | 2020年5月31日 | |
| 第28回 | 2021年1月10日 | |
| 第29回 | 2022年1月10日 | ①ドッキリにかけられたい ・憧れの落とし穴に落ちたい ・クリーム砲をくらいたい ・クロちゃんに会いたい ・四千頭身に会いたい ②大好きなNiziUに会いたい ③Snow Manと一緒に踊りたい ④漫画ONE PIECE作者 尾田栄一郎先生に感謝を伝えたい               |
| 第30回 | 2023年1月9日  | 「夫を木村拓哉に会わせてあげたい・Beautiful Life特別編」 |
| 第31回 | 2024年1月3日  | |
| 第32回 | 2025年1月5日  | 「101歳の祖母を大好きな木村拓哉さんに会わせたい！」 「大好きなMrs. GREEN APPLEと最高の思い出を作ってあげてほしい！」 |
| 第33回 | 2025年8月11日 | |

## 出演者

### 司会
- 明石家さんま
- 中村玉緒[注 5]

### 進行
- 安住紳一郎（TBSアナウンサー、2001年 - ）
- 古谷有美（TBSアナウンサー、安住アナと玉緒の代役として2020年5月31日に出演）
- 日比麻音子（TBSアナウンサー、ロケ進行、2020年5月31日）

### ナレーター
- 木村匡也（1995年 - ）
- 磯部弘（1996年）
- 戸谷公次（1996年）
- 平野義和（1996年）
- 山口奈々（2003年）
- 鈴木史朗（2006年）
- 高野貴裕（TBSアナウンサー、2007年）
- 長岡杏子（TBSアナウンサー、2008年）
- 土井敏之（TBSアナウンサー、2009年）
- 湯浅真由美（2016年）
- 須藤祐実（2016年）
- 小倉弘子（TBSアナウンサー、2017年）
- マリナ・アイコルツ（2021年）

### 主なスタジオゲスト
毎年エンディングでは、司会のさんまがゲストの夢を聞くことが恒例となっている。ただし、かつては司会の玉緒とレギュラーゲストの関根も含めてスタジオのすべてのゲストに聞いていたが、2015年のように一部のゲストにしか聞かない、または放送時間の関係上、聞いているが編集でカットされるようになった。
- 関根勤（1995年 - 、司会以外では現在、唯一の第1回からのレギュラー出演者、1998年と2020年5月は除く）
- 内田有紀（1995年 - 2001年、司会以外では唯一の女性レギュラー出演者だった、1998年は除く）
- 浅田美代子（1996年、1997年）
- 瀬川瑛子（1996年）
- 掛布雅之（1996年）
- 寺尾（1996年）
- 旭道山（1996年）
- 渡辺満里奈（1996年）
- うつみ宮土理（1997年）
- 渡辺正行（1997年）
- 相原勇（1997年）
- 西村知美（1997年）
- 水野真紀（1997年）
- 城島茂（1997年）
- 長瀬智也（1997年）
- いしだあゆみ（1998年、2002年）
- 大石恵（1998年、1999年）
- 栃東（1998年）
- 陣内孝則（1998年）
- 高島礼子（1998年）
- 長嶋一茂（1998年）
- 浅野ゆう子（1999年、2005年）
- 髙嶋政宏（1999年）
- 吉井理人（1999年、2000年）
- 井ノ原快彦（1999年、2000年）
- 高橋恵子（2000年）
- 鳩山由紀夫（2000年）
- セイン・カミュ（2000年）
- 森公美子（2000年）
- 田丸美寿々（2001年）
- 武双山（2001年）
- 今井絵理子（2002年）
- 柳沢慎吾（2002年）
- 長嶋茂雄（2003年）
- 氷川きよし（2003年）
- 藤本美貴（2003年、2012年）
- 丸山茂樹（2003年）
- 萬田久子（2003年）
- 有田哲平（2004年）
- 勝地涼（2004年）
- 後藤真希（2004年）
- 高見盛（2004年）
- 真矢みき（2004年）
- えなりかずき（2005年）
- インパルス（2005年）
- 阪田瑞穂[注 6]（2005年）
- 渋谷飛鳥[注 6]（2005年）
- 朝青龍（2006年）
- ウド鈴木（2006年）
- 香里奈（2006年）
- 速水もこみち（2006年）
- 小栗旬（2007年）
- 勝俣州和（2007年）
- 黒木瞳（2007年）
- 魁皇（2007年）
- 岡島秀樹（2008年）
- チュートリアル（2008年）
- 亜希子（2008年）
- 奈津子（2008年）
- 古閑美保（2009年）
- 中村勘太郎（2009年）
- 雨上がり決死隊（2009年、2012年）
- 福田沙紀（2009年）
- 椿姫彩菜（2009年）
- 北川景子（2010年）
- はんにゃ（2010年）
- 野村克也（2010年）
- 入江陵介（2010年）
- 加藤晴彦（2010年）
- YOU（2011年）
- 吉田沙保里（2011年）
- ピース（2011年、2016年）
- 佐藤健（2011年、2013年）
- 柳葉敏郎（2012年）
- TAKAHIRO（2012年）
- はるな愛（2012年）
- 本田翼（2012年）
- 千原ジュニア（2013年）
- スギちゃん（2013年）
- 福田彩乃（2013年）
- 芦田愛菜（2013年）
- 向井理（2014年）
- 大島優子（2014年）
- 渡辺麻友（2014年、2017年）
- 高橋みなみ（2014年）
- 小嶋陽菜（2014年）
- ふなっしー（2014年、2015年、元レギュラーゲストの内田を除いて2年連続ゲスト出演した最初のゲスト）
- 平成ノブシコブシ（2014年、2017年、2022年）
- ローラ（2014年）
- 川越達也（2014年）
- 西島秀俊（2015年）
- 香川照之（2015年）
- ヒロミ（2015年、2021年）
- ざわちん（2015年）
- すみれ（2015年）
- 児嶋一哉（2015年）
- 江上敬子（2015年）
- 綾瀬はるか（2016年）
- 坂口健太郎（2016年）
- 柏木由紀（2017年）
- 上白石萌音（2017年、2021年）
- 出川哲朗（2018年 - 2020年）
- 吉岡里帆（2018年）
- 小倉優子（2018年）
- とろサーモン（2018年）
- 槙野智章（2018年）
- 中村倫也（2019年）
- 川田裕美（2019年）
- 福原愛（2019年）
- 棚橋弘至（2019年）
- 永田裕志（2019年）
- 広瀬すず（2020年）
- 佐藤栞里（2020年）
- 飯尾和樹（2020年）
- 朝日奈央（2021年）
- 3時のヒロイン（2021年）
- 菜々緒（2021年）
- 内田篤人（2022年）
- 清原果耶（2022年）
- 指原莉乃（2022年、2023年）
- 永瀬廉（2023年）
- 松本若菜（2023年）
- 山里亮太（2023年）

### VTR出演
- 勝新太郎（1995年）
- マイケル・ジョーダン（1996年）
- TOKIO（1996年）
- 前川清（1997年）
- 森次晃嗣（1997年）
- 中山昭二（1997年）
- イベンダー・ホリフィールド（1997年）
- 瀬川瑛子（1998年）
- 沢田亜矢子（2001年）
- 中居正広（2001年）
- 妻夫木聡（2002年）
- 船越英一郎（2002年）
- RAG FAIR（2003年）
- Char（2005年）
- 宮本文昭（2006年）
- スキマスイッチ（2006年）
- 越川優（2007年）
- 次長課長（2008年）
- 三浦春馬（2009年）
- 東方神起（2009年）
- TAKAHIRO（2011年）
- 竹中直人（2012年）
- ローラ （2013年）
- FUJIWARA（2013年）
- 中川礼二（2013年、2020年1月13日）
- 小池徹平（2014年）
- アンソニー・ロブレス（2014年）
- 木村拓哉（2015年）
- 野村将希（2015年）
- 日本エレキテル連合（2015年）
- コロッケ（2015年）
- 福士蒼汰（2016年）
- 出川哲朗（2016年）
- マギー（2016年）
- 菅田将暉（2017年）
- ゆず（2017年）
- 乃木坂46（2017年）
- さかなクン（2017年）
- 具志堅用高（2017年）
- 音尾琢真（2017年）
- 山西惇（2017年）
- 浜谷健司（2017年）
- 要潤（2017年）
- サンシャイン池崎（2017年）
- 笑福亭鶴瓶（2018年）
- emma（2018年）
- 藤田ニコル（2018年）
- 原口あきまさ（2018年 - 2020年1月13日、2019年は写真のみ出演）
- じゅんいちダビッドソン（2018年）
- ニッチロー（2018年、2019年）
- しまぞうZ（2018年）
- ほいけんた（2018年）
- 鈴木奈々（2018年）
- 田中将大（2019年）
- 槙原寛己（2019年）
- 吉川美代子（2019年）
- 神奈月（2019年）
- 大泉洋（2019年）
- 濱口優（2019年）
- リトル清宮（2019年）
- あれ慎之助（2019年）
- まーくん（2019年）
- 笹路正徳（2019年）
- 竹内涼真（2020年1月13日）
- 千鳥（2020年1月13日）
- 松田翔太（2020年1月13日）
- 桐谷健太（2020年1月13日）
- 濱田岳（2020年1月13日）
- 飯尾和樹（2020年1月13日）
- 清塚信也（2020年1月13日）
- フジコ・ヘミング（2020年1月13日）
- アントニオ猪木（2020年5月31日）
- 池田美優（2020年5月31日）
- 上地雄輔（2020年5月31日）
- カミナリ（2020年5月31日）
- 霜降り明星（2020年5月31日）
- 柳沢慎吾（2020年5月31日）
- 渡辺直美（2020年5月31日）
- 千葉雄大（2021年）
- 咲坂伊緒（2021年）
- 小峠英二（2021年）
- 大友康平（2021年）
- ナダル（2021年）
- すゑひろがりず（2021年）
- ちゅうえい（2021年）
- 玉森裕太（2021年）
- 柏木由紀（2021年）
- 中川家（2021年）
- ハナコ（2021年）
- 陣内智則（2021年）
- NiziU（2022年）
- 木村拓哉（2023年）
- 西川貴教（2023年）
- 池内博之（2023年）
- 原千晶（2023年）